# Иватани, Тору
Тору Иватани  (яп. 岩谷 徹 иватани то:ру, род. 25 января 1955 года) — бывший японский проектировщик компьютерных игр. Создатель аркад Pac-Man и Pole Position.

## Жизнь и карьера
Иватани родился в специальном районе Токио Мэгуро. В 1977 году он был принят на работу в компанию Namco. Здесь он разработал идею игры «Пэкку-мэн»; в 1980 году он вместе с программистом Сигэо Фунаки (яп. 舟木 茂雄), инженером по программному обеспечению, дизайнером и Тосио Каем (яп. 甲斐 敏夫), отвечающим за звуковое сопровождение, завершил разработку. 22 мая того же года игра была выпущена в Японии и обрела большую популярность, заинтересовав разработчика аркад Midway, который приобрёл права на реализацию данной продукции в США. Здесь она вышла под именем Pac-Man. Данная игра считается одной из лучших среди классических благодаря инновациям, привнесённым в индустрию.
Иватани вновь вернулся к классическому Pac-Man в 2007 году в процессе работы над Pac-Man Championship Edition для Xbox 360. Он заявил, что данная игра будет последней, выпущенной под его руководством.
Иватани также создал ряд других игр, включая Libble Rabble, но ни одна из них не превзошла успех Pac-Man. В рамках интервью Game Break для VH-1 он заявил, что не получил дивидендов от создания Pac-Man: «На самом деле, по факту никакой дополнительной награды за коммерческой успех Pac-Man не было. Я был просто наёмным рабочим. Моя зарплата никак не изменилась, никаких бонусов или официальных благодарностей». С апреля 2005 года он (в качестве приглашённого преподавателя) даёт лекции по предмету Изучение дизайна персонажей в Художественном университете Осаки. В марте 2007 года Иватани увольняется из Namco, полностью посвящая своё время лекциям в Токийском политехническом университете.
2 июня 2010 года, незадолго до Фестиваля игр в Нидерландах, Иватани провёл фотосессию, демонстрируя оригинальные наброски для Pac-Man. На следующий день, уже на фестивале, Иватани получил сертификат Книги рекордов Гиннесса: аркадные машины с игрой Pac-Man оказались самыми приобретаемыми по всему миру, их число достигло 293 822. Этот рекорд был зарегистрирован в 2005 году и отмечен в издании Guinness World Records: Gamer’s Edition 2008.
Тору Иватани появился в эпизодической роли в фильме «Пиксели», где он играет безымянного техника. Роль профессора Иватани исполнил Денис Акияма. Пакман же представлен в фильме антагонистом.

## Публикации
- Иватани, Тору. Pakkuman no Gēmu Gaku Nyūmon (неопр.). — Enter Brain, 2005. — ISBN 978-4757717527.
- Иватани, Тору. Gēmu no Ryūgi (неопр.). — Ohta Books, 2012. — ISBN 978-4778313265.